# Onda de Alfvén

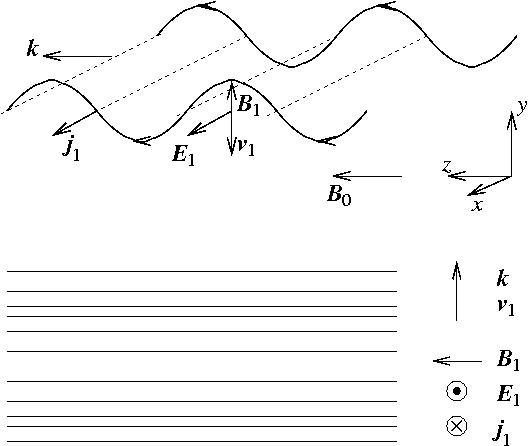
Esquema de campos de ondas magnetohidrodinámicas (MHD). Arriba: Ondas de Alfvén, también conocidas como ondas de Arlfvén torsionales u ondas de Alfvén de corte. Abajo: ondas MHD de compresión, también conocidas como ondas de Alfvén de compresión u ondas magnetosónicas.

Las ondas de Alfvén son perturbaciones veloces que emanan desde el Sol hacia afuera a lo largo de los campos magnéticos, transportando energía electrodinámica. Se manifiestan como oscilaciones en la corona del Sol, y se cree que son las responsables de que la corona solar esté mucho más caliente que la propia superficie del sol.

## Etimología
Las ondas llevan el nombre del nobel de física Hannes Alfvén quien publicó en 1942 en la revista Nature la existencia de las ondas magnetohidrodinámicas.

## Definición
Una onda Alfvén en un plasma es una oscilación viajante de baja frecuencia (comparada con la frecuencia de ciclotrón del ion) de los iones y campo magnético. La densidad de masa del ion provee la inercia y la tensión de línea del campo magnético provee la fuerza restauradora.
La onda se propaga en la dirección del campo magnético, aunque las ondas existen en incidencia oblicua y suavemente cambia en la onda magneto-sónica cuando la propagación es perpendicular al campo magnético.
El movimiento de los iones y la perturbación del campo magnético son en la misma dirección y transversa a la dirección de propagación. La onda no tiene dispersión.

## Simbología
| Símbolo                      | Nombre                                                | Unidad |
| ---------------------------- | ----------------------------------------------------- | ------ |
| {\displaystyle \varepsilon } | Permeabilidad relativa                                |        |
| {\displaystyle \mu _{o}}     | permeabilidad electromagnética                        |        |
| {\displaystyle \rho }        | Densidad de masa                                      |        |
| {\displaystyle a}            | Denota la escala característica del sistema           |        |
| {\displaystyle B}            | Intensidad del campo magnético                        |        |
| {\displaystyle c}            | Velocidad de la luz                                   |        |
| {\displaystyle e}            | Densidad de energía total de las partículas de plasma |        |
| {\displaystyle m_{i}}        | Masa de los iones                                     |        |
| {\displaystyle n_{i}}        | Número de la densidad iónica                          |        |
| {\displaystyle P}            | Presión de plasma total                               |        |
| {\displaystyle P_{m}}        | Presión magnética                                     |        |
| {\displaystyle v}            | Velocidad de fase                                     |        |
| {\displaystyle v_{A}}        | Velocidad de la onda de Alfvén                        |        |

## Velocidad de Alfvén
|                      | Velocidad de fase | Velocidad de fase | Permeabilidad relativa | Densidad                                                      |
| -------------------- | --- | --- | --- | ------------------------------------------------------------- |
| Fórmulas             | {\displaystyle v={\frac {c}{\sqrt {\varepsilon }}}} | {\displaystyle v={\frac {v_{A}}{\sqrt {1+{\frac {v_{A}^{2}}{c^{2}}}}}}}                                                                                | {\displaystyle \varepsilon =1+{\Bigl (}{\frac {c^{2}\mu _{o}\rho }{B^{2}}}{\Bigr )}}                                                                   | {\displaystyle \rho =\Sigma n_{s}m_{s}}                       |
| Sustituyendo         | {\displaystyle {\frac {v_{A}}{\sqrt {1+{\frac {v_{A}^{2}}{c^{2}}}}}}={\frac {c}{\sqrt {1+{\Bigl (}{\frac {c^{2}\mu _{o}\rho }{B^{2}}}{\Bigr )}}}}}     | {\displaystyle {\frac {v_{A}}{\sqrt {1+{\frac {v_{A}^{2}}{c^{2}}}}}}={\frac {c}{\sqrt {1+{\Bigl (}{\frac {c^{2}\mu _{o}\rho }{B^{2}}}{\Bigr )}}}}}     | {\displaystyle {\frac {v_{A}}{\sqrt {1+{\frac {v_{A}^{2}}{c^{2}}}}}}={\frac {c}{\sqrt {1+{\Bigl (}{\frac {c^{2}\mu _{o}\rho }{B^{2}}}{\Bigr )}}}}}     |                                                               |
| Elevando al cuadrado | {\displaystyle {\frac {v_{A}^{2}}{1+{\frac {v_{A}^{2}}{c^{2}}}}}={\frac {c^{2}}{1+{\Bigl (}{\frac {c^{2}\mu _{o}\rho }{B^{2}}}{\Bigr )}}}}             | {\displaystyle {\frac {v_{A}^{2}}{1+{\frac {v_{A}^{2}}{c^{2}}}}}={\frac {c^{2}}{1+{\Bigl (}{\frac {c^{2}\mu _{o}\rho }{B^{2}}}{\Bigr )}}}}             | {\displaystyle {\frac {v_{A}^{2}}{1+{\frac {v_{A}^{2}}{c^{2}}}}}={\frac {c^{2}}{1+{\Bigl (}{\frac {c^{2}\mu _{o}\rho }{B^{2}}}{\Bigr )}}}}             |                                                               |
| Despejando           | {\displaystyle v_{A}^{2}{\Bigl [}1+{\Bigl (}{\frac {c^{2}\mu _{o}\rho }{B^{2}}}{\Bigr )}{\Bigr ]}=c^{2}{\Bigl (}1+{\frac {v_{A}^{2}}{c^{2}}}{\Bigr )}} | {\displaystyle v_{A}^{2}{\Bigl [}1+{\Bigl (}{\frac {c^{2}\mu _{o}\rho }{B^{2}}}{\Bigr )}{\Bigr ]}=c^{2}{\Bigl (}1+{\frac {v_{A}^{2}}{c^{2}}}{\Bigr )}} | {\displaystyle v_{A}^{2}{\Bigl [}1+{\Bigl (}{\frac {c^{2}\mu _{o}\rho }{B^{2}}}{\Bigr )}{\Bigr ]}=c^{2}{\Bigl (}1+{\frac {v_{A}^{2}}{c^{2}}}{\Bigr )}} |                                                               |
| Reduciendo           | {\displaystyle v_{A}^{2}+v_{A}^{2}{\Bigl (}{\frac {c^{2}\mu _{o}\rho }{B^{2}}}{\Bigr )}=c^{2}+v_{A}^{2}}                                               | {\displaystyle v_{A}^{2}+v_{A}^{2}{\Bigl (}{\frac {c^{2}\mu _{o}\rho }{B^{2}}}{\Bigr )}=c^{2}+v_{A}^{2}}                                               | {\displaystyle v_{A}^{2}+v_{A}^{2}{\Bigl (}{\frac {c^{2}\mu _{o}\rho }{B^{2}}}{\Bigr )}=c^{2}+v_{A}^{2}}                                               |                                                               |
| Simplificando        | {\displaystyle v_{A}={\frac {B}{\sqrt {\mu _{o}\rho }}}}                                                                                               | {\displaystyle v_{A}={\frac {B}{\sqrt {\mu _{o}\rho }}}}                                                                                               | {\displaystyle v_{A}={\frac {B}{\sqrt {\mu _{o}\rho }}}}                                                                                               |                                                               |
| Sustituyendo         | {\displaystyle v_{A}={\frac {B}{\sqrt {\mu _{o}n_{i}m_{i}}}}}                                                                                          | {\displaystyle v_{A}={\frac {B}{\sqrt {\mu _{o}n_{i}m_{i}}}}}                                                                                          | {\displaystyle v_{A}={\frac {B}{\sqrt {\mu _{o}n_{i}m_{i}}}}}                                                                                          | {\displaystyle v_{A}={\frac {B}{\sqrt {\mu _{o}n_{i}m_{i}}}}} |

{\displaystyle v_{A}\approx (2.18\ {\text{x}}\ 10^{11}cm\ s^{-1}){\Bigl (}{\frac {m_{i}}{m_{p}}}{\Bigr )}^{-1/2}{\Bigl (}{\frac {n_{i}}{cm^{-3}}}{\Bigr )}^{-1/2}{\Bigl (}{\frac {B}{gauss}}{\Bigr )}}

## Tiempo de Alfvén
En física de plasma, el tiempo de Alfvén es una escala temporal importante para fenómeno de onda.
{\displaystyle \tau _{A}={\frac {a}{v_{A}}}}
{\displaystyle a} puede ser el radio menor del toro en un tokamak.

## Caso relativista
En 1993, Gedalin derivó la velocidad de onda Alfvén utilizando magneto-hidrodinámica relativista:
{\displaystyle v={\frac {c}{\sqrt {1+{\Bigl (}{\frac {e+P}{2\ P_{m}}}{\Bigr )}}}}}
{\displaystyle P_{m}={\frac {B^{2}}{2\ \mu _{o}}}}
En el límite no relativista ({\displaystyle P\ll e\approx \rho c^{2}}), y recuperamos inmediatamente la expresión de la sección anterior.

## Historia

### El problema del calentamiento coronal
El estudio de las ondas Alfvén comenzó cuando el problema del calentamiento coronal, una cuestión de larga tiempo en helio-física. Era incierto porque la temperatura de la corona solar es caliente (cerca de un millón de Kelvin) comparada con la superficie (la fotosfera), la cual es solo algunos miles de Kelvin. Intuitivamente, se podría tener sentido ver un decremento en temperatura cuando se mueve lejos de la fuente de calor, pero esto no parece ser el caso, aun cuando la foto-esfera es más densa y genera más calor que la corona.
En 1942, Hannes Alfvén propuso en "Nature" la existencia de una onda electromagnética-hidrodinámica la cual podría llevar energía desde la fotosfera para calentar la corona y el viento solar. Él clamó que el Sol tenía todo el criterio necesario para soportar estas ondas y debe en retorno ser responsable de las manchas solares. Él estableció:
Si un líquido conducido es situado en un campo magnético constante, cada movimiento del líquido da aumento a un E.M.F., el cual produce corrientes eléctricas. Debido al campo magnético, estas corrientes dan fuerzas mecánicas, las cuales cambian el estado de movimiento del líquido. Así, un tipo de combinación de onda electromagnética-hidrodinámica es producida.
Esto eventualmente, retorna a ser ondas Alfvén. Él recibió el Premio Novel de Física de 1970 por su descubrimiento.

### Estudios experimentales y observaciones
La zona de convección del Sol, la región abajo de la fotosfera en la cual la energía es transportada principalmente por convección, es sensitiva al movimiento del núcleo debido a la rotación del Sol. Junto con gradientes de presión variantes bajo la superficie, las fluctuaciones electromagnéticas producidas en la zona de convección inducen movimientos aleatorios en la superficie fotosférica produce ondas de Alfvén. Las ondas, entonces, dejan la superficie, viajan a través de la cromosfera y zona de transición, e interactúan con el plasma ionizado. La onda misma lleva energía y algo del plasma eléctricamente cargado.
En los tempranos 1990, De Pontieu y Haerendel sugirieron que las ondas Alfvén deben también ser asociadas con los chorros de plasma conocidos como espículas. Fue teorizado que estos breves chorros de gas supercaliente fue llevado por la combinación de energía y momento de su propia velocidad hacia arriba, así como el movimiento oscilatorio transversal de las ondas de Alfvén.
En 2007, las ondas de Alfvén fueron reportadas observadas por primera vez viajando a través de la corona por Tomcyzk et al., pero sus predicciones no pudieron concluir que la energía llevada por las ondas de Alfvén era suficiente para calentar la corona a su enorme temperatura, para las amplitudes observadas para las ondas no era suficientemente alta. Sin embargo, en 2011, Mcintosh et al. reportaron la observación de ondas de Alfvén altamente energéticas combinadas con espículas energéticas, los cuales pueden sostener el calentamiento de la corona a sus millones de Kelvin de temperatura. Estas amplitudes observadas (20.0 km / s contra lo observado en 2007 de 0.5 km / s) contiene unas cien veces más energía que las observadas en 2007. El corto período de las ondas también permite más transferencia de energía en la atmósfera coronal. Las espículas de 50 000 km de largo deben también jugar una parte en acelerar el viento solar después de pasar la corona.
Sin embargo, los descubrimientos, mencionados arriba, de las ondas de Alfvén en la compleja atmósfera del Sol, comenzando en la era Hinode en 2007, para los próximos diez años, mucho cae en el reino de ondas de Alfvén generadas esencialmente como un modo mezclado debido a la estructuración transversa de las propiedades magnéticas y del plasma en los tubos de flujo localizado. En 2019, Jess et al. reportaron la variación periódica de líneas de espesor H-alfa tal como observó mediante el Telescopio Solar Sueco (SST), arriba de puntos brillantes de la cromosfera. Ellos reclamaron la primera detección directa de período largo (126 - 700 s) de ondas de Alfvén incompresibles, torsionales en la atmósfera baja solar.
Después del trabajo seminal de Jess et al. (2009), en 2017 Srivastava et al. detectaron la existencia de ondas de Alfvén torsionales de alta frecuencia en los tubos de flujo finamente estructurados de la cromosfera del Sol. Descubrieron que estas ondas de alta frecuencia transportan energía sustancial capaz de calentar la corona del Sol y también originando el viento solar supersónico. En 2018, utilizando observación de imágenes espectrales, inversiones no-LTE (local thermodynamic equilibrium) y extrapolaciones de campo magnético de la atmósfera de manchas solares, Grant et al. encontraron evidencia de ondas de Alfvén elípticas polarizadas formando choques de modo rápido en las regiones exteriores del umbral de atmósfera de cromosfera. Dieron una cuantificación de los grados de calor físico dados por la disipación de tales modos de onda de Alfvén arriba de regiones de manchas activas.

## Cronología
| Año  | Evento |
| ---- | --- |
| 1942 | Alfvén sugiere la existencia de ondas electromagnéticas - hidromagnéticas en un documento publicado en Nature 150, 405-406 (1942) |
| 1949 | Experimentos de laboratorio por S. Lundquist producen tales ondas en mercurio magnetizado, con una velocidad que se aproxima a la fórmula de Alfvén. |
| 1949 | Enrico Fermi utiliza ondas Alfvén en su teoría de rayos cósmicos. De acuerdo con Alexander J. Dessler en Science journal article de 1970, Fermi había escuchado una lectura en la Universidad de Chicago, Fermi asintió su cabeza, exclamando "claro" y el siguiente día, el mundo físico dijo: "claro". |
| 1950 | Alfvén publicó la primera edición de su libro: "Cosmical Electrodynamics", detallando las ondas hidro-magnéticas, y discutiendo su aplicación para ambos, laboratorio y plasma espacial. |
| 1952 | Confirmación adicional apareció en experimentos por Winston Bostick y Morton Levine con helio ionizado. |
| 1954 | Bo Lehnert produce ondas Alfvén en sodio líquido. |
| 1958 | Eugene Parker sugiere ondas hidro-magnéticas en el medio interestelar. |
| 1958 | Berthold, Harris y Hope detectan ondas Alfvén en la ionósfera después de la prueba nuclear Argus, generadas por la explosión, y viajando a velocidades predichas por la fórmula de Alfvén. |
| 1958 | Eugene Parker sugiere ondas hidro-magnéticas en la corona solar extendiéndose en el viento solar. |
| 1959 | D. F. Jephcott produce ondas Alfvén en una descarga de gas. |
| 1959 | C. H. Kelley y J. Yenser producen ondas Alfvén en la atmósfera ambiente. |
| 1960 | Coleman et al. reportan la medición de ondas Alfvén por el magnetometro a bordo de las sondas Explorer y Pioneer. |
| 1961 | Sugiura sugiere evidencia de ondas hidro-magnéticas en el campo magnético de la Tierra. |
| 1961 | Modos Normal Alfvén y resonancias en sodio líquido son estudiadas por Jameson. |
| 1966 | R. O. Motz genera y observa ondas Alfvén en mercurio. |
| 1970 | Hannes Alfvén gana el Premio Nobel de Física de 1970 por: "trabajo fundamental y descubrimientos en magneto-hidrodinámica con fructuosas aplicaciones en diferentes partes de la física de plasma". |
| 1973 | Eugene Parker sugiere ondas hidromagnéticas en el medio intergaláctico. |
| 1974 | J. V. Hollweg sugiere la existencia de ondas hidro-magnéticas en el espacio interplanetario. |
| 1977 | Mendis y Ip sugieren la existencia de ondas hidro-magnéticas en la cola del cometa Kohoutek. |
| 1984 | Roberts et al. predicen la presencia de ondas MHD situadas en la corona solar y abren el campo de la sismologíia coronal. |
| 1999 | Aschwanden et al. y Nakariakov et al. reportan la detección de oscilaciones transversales amortiguadas de lazos de corona solar observados con el reproductor de imágenes ultravioleta extremas (EUV) a bordo del "Transition Region And Coronal Explorer" (TRACE), interpretados como oscilaciones torcidas (o Alfvénicas) en los lazos. Esto confirma las predicciones teoréticas de Roberts et al. (1984)                                              |
| 2007 | Steve Tomczyk et al. reportan la detección de ondas alfvénicas en imágenes de la corona solar con el instrumento "Coronal Multi-Channel Polarimeter" (CoMP) en el "National Solar Observatory", Nuevo México. Sin embargo, estas observaciones resultaron ser ondas torcidas de estructuras de plasma coronal. |
| 2007 | Una edición especial en el "Hinode space observatory" fue revelada en el diario "Science". Firmas de onda Alfvén en la atmósfera coronal fueron observadas por Cirtain et al., Okamoto et al., y De Pontieu et al. Una estimación de la densidad de energía de las ondas observadas por De Pontieu et al. ha mostrado que la energía asociada con las ondas es suficiente para calentar la corona y acelerar el viento solar.                             |
| 2008 | Kaghashvili et al. utilizan fluctuaciones de onda dirigidas como herramienta de diagnóstico para detectar ondas Alfvén en la corona solar. |
| 2009 | Jess et al. detectan ondas Alfvén torsionales en la cromosfera solar estructurada utilizando el Telescopio Solar Sueco. |
| 2011 | Ondas Alfvén son mostradas propagar en una aleación de metal líquido hecho de galio. |
| 2017 | Modelación numérica en 3D realizada por Srivastava et al. muestra que las ondas Alfvén de alta frecuencia (12 - 42 mHz) detectadas por el Telescopio Solar Sueco pueden llevar energía sustancial para calentar la corona interior del Sol. |
| 2018 | Utilizando observaciones espectrales de imágenes, inversiones no-LTE y extrapolación de campo magnético de manchas solares de atmósfera, Grant et al. encontraron evidencia de ondas Alfvén elíptico - polarizadas formando choques de modo rápido en las regiones exteriores del umbral atmósfera cromosférico. Por primera vez, estos autores dieron una cuantificación del grado de calor físico dado por la disipación de tales modos de onda Alfvén. |

## Otras lecturas relacionadas
- Alfvén, H. "Cosmic Plasma". Holland. 1981.
- Alfvén, H. "Existence of electromagnetic-hydrodynamic waves", Nature (1942) Vol. 150, pp. 405
- Berthold, W. K.; Harris, A. K.; Hope, H. J., "World-Wide Effects of Hydromagnetic Waves Due to Argus" (1960), Journal of Geophysical Research, Vol. 65, p.2233
- Bostick, Winston H.; Levine, Morton A., "Experimental Demonstration in the Laboratory of the Existence of Magneto-Hydrodynamic Waves in Ionized Helium", Physical Review (1952), vol. 87, Issue 4, pp. 671-671
- Coleman, P. J., Jr.; Sonett, C. P.; Judge, D. L.; Smith, E. J., "Some Preliminary Results of the Pioneer V Magnetometer Experiment", Journal of Geophysical Research (1960), Vol. 65, p.1856
- Dessler, A. J., "Swedish iconoclast recognized after many years of rejection and obscurity," Science (1970) , vol. 170, p. 604
- Fermi, E., "On the Origin of the Cosmic Radiation", Physical Review (1949), vol. 75, Issue 8, pp. 1169-1174
- Hollweg, J. V., "Hydromagnetic waves in interplanetary space", Astronomical Society of the Pacific, Publications (1974), vol. 86, Oct. 1974, p. 561-594.
- Ip, W.-H.; Mendis, D. A., "The cometary magnetic field and its associated electric currents", Icarus (1975), vol. 26, Dec. 1975, p. 457-461.
- Jephcott, D.F., "Alfvén waves in a gas discharge", Nature, (1959) vol.183, p.1653
- Lehnert, Bo, "Magneto-Hydrodynamic Waves in Liquid Sodium", Physical Review (1954), vol. 94, Issue 4, pp. 815-824
- Lundquist, S., "Experimental Investigations of Magneto-Hydrodynamic Waves", Physical Review (1949), vol. 76, Issue 12, pp. 1805-1809
- Otani, N. F., "Application of Nonlinear Dynamical Invariants in a Single Electromagnetic Wave to the Study of the Alfvén-Ion-Cyclotron Instability (enlace roto disponible en Internet Archive; véase el historial, la primera versión y la última).", Physics of Fluids 31, 1456-1464 (1988).
- Parker, E. N.,

- "Suprathermal Particle Generation in the Solar Corona", Astrophysical Journal (1958), vol. 128, p.677
- "Hydromagnetic Waves and the Acceleration of Cosmic Rays", Physical Review (1955), vol. 99, Issue 1, pp. 241-253
- "Extragalactic Cosmic Rays and the Galactic Magnetic Field", Astrophysics and Space Science (1973), Vol. 24, p.279

- Silberstein, M., and N. F. Otani, "Computer simulation of Alfvén waves and double layers along auroral magnetic field lines", Journal of Geophysical Research 99, 6351-6365 (1994). (PDF)
- Sugiura, Masahisa, "Some Evidence of Hydromagnetic Waves in the Earth's Magnetic Field", Physical Review Letters (1961), vol. 6, Issue 6, pp. 255-257
- Cramer, N. F., and S. V. Vladimirov, "Alfvén Waves in Dusty Interstellar Clouds". PASA, 14 (2).
- Otani, N. F., "The Alfvén ion-cyclotron instability, simulation theory and techniques". Journal of Computational Physics 78, 251-277 (1988).
- Falceta-Gonçalves, D. and Jatenco-Pereira, V., "The Effects of Alfvén Waves and Radiation Pressure in Dust Winds of Late-Type Stars". Astrophysical Journal, 576, 976 (2002).
- Motz, R.O., "Alfven Wave Generation in a Spherical System", Physics of Fluids, 9, 411-412, (1966)
- S. Tomczyk, S. W. McIntosh, S. L. Keil, P. G. Judge, T. Schad, D. H. Seeley and J. Edmondson, "Waves in the Solar Corona", Science Magazine, Vol. 317. no. 5842, pp. 1192-1196, (2007)